# Valor principal de Cauchy
En el ámbito de las matemáticas, el valor principal Cauchy es un método que permite asignar valores a ciertas integrales impropias que de otro modo resultarían indefinidas. Su nombre hace honor al matemático Augustin Louis Cauchy. 

## Definiciones
Dependiendo del tipo de singularidad en la integral, el valor principal de Cauchy se define por las siguientes expresiones:
- el número finito

{\displaystyle \lim _{\varepsilon \rightarrow 0+}\left[\int _{a}^{b-\varepsilon }f(x)\,{\rm {d}}x+\int _{b+\varepsilon }^{c}f(x)\,{\rm {d}}x\right]}
donde b es un punto en el cual la función f se comporta de forma tal que
{\displaystyle \int _{a}^{b}f(x)\,{\rm {d}}x=\pm \infty }
para todo a < b y
{\displaystyle \int _{b}^{c}f(x)\,{\rm {d}}x=\mp \infty }
para todo c > b (un signo es "+" y el otro es "−"; véase signo más o menos para la utilización precisa de la notación ±, ∓).
o
- el número finito

{\displaystyle \lim _{a\rightarrow \infty }\int _{-a}^{a}f(x)\,{\rm {d}}x}
donde
{\displaystyle \int _{-\infty }^{0}f(x)\,{\rm {d}}x=\pm \infty }
y
{\displaystyle \int _{0}^{\infty }f(x)\,{\rm {d}}x=\mp \infty }
(nuevamente véase signo más o menos para una explicación detallada de la notación utilizada ±, ∓).
En algunos casos es necesario gestionar simultáneamente singularidades tanto en un número finito b y en infinito. Normalmente para ello se utiliza un límite del tipo
{\displaystyle \lim _{\varepsilon \rightarrow 0+}\left[\int _{b-{\frac {1}{\varepsilon }}}^{b-\varepsilon }f(x)\,{\rm {d}}x+\int _{b+\varepsilon }^{b+{\frac {1}{\varepsilon }}}f(x)\,{\rm {d}}x~\right]}
o
- en función de integrales de contorno de una función compleja f(z); z = x + iy, con un polo en el contorno. El polo es rodeado con un círculo de radio ε y un trozo del camino fuera de este círculo es designado L(ε). Siempre que la función f(z) es integrable sobre L(ε) sin importar cuan pequeño sea ε, entonces el valor principal de Cauchy es el límite:[1]

{\displaystyle \mathrm {P} \int _{L}f(z)\,{\rm {d}}z=\int _{L}^{*}f(z)\,{\rm {d}}z=\lim _{\varepsilon \to 0}\int _{L(\varepsilon )}f(z)\,{\rm {d}}z~,}
donde dos de las expresiones más usuales del valor principal de Cauchy aparecen en el lado izquierdo de esta ecuación.